# Bø (localitate)
Bø este o localitate din comuna Bø, provincia Telemark, Norvegia, cu o suprafață de 3,13 km² și o populație de 2.929 locuitori (2013).